# Повіт Івате
Пові́т Іва́те (яп. 岩手郡, いわてぐん, МФА: [iwate guɴ]) — повіт в префектурі Івате, Японія.
Кадастрова площа — 1404,24 км².
Населення — 36 326 осіб (за оцінкою на жовтень 2016).